# Orthosia bonplandiana
Orthosia bonplandiana là một loài thực vật có hoa trong họ La bố ma. Loài này được (Schult.) Liede & Meve mô tả khoa học đầu tiên năm 2008.